# فرودگاه بادپر پوکت
 فرودگاه بادپر پوکت (به انگلیسی: Puckett Gliderport) یک فرودگاه همگانی بهره‌برداری هوایی است که یک باند فرود چمن دارد و طول باند آن ۶۷۱ متر است. این فرودگاه در کشور ایالات متحده آمریکا قرار دارد و در ارتفاع ۲۳۸ متری از سطح دریا واقع شده است.